# Karl Neumann (Offizier)

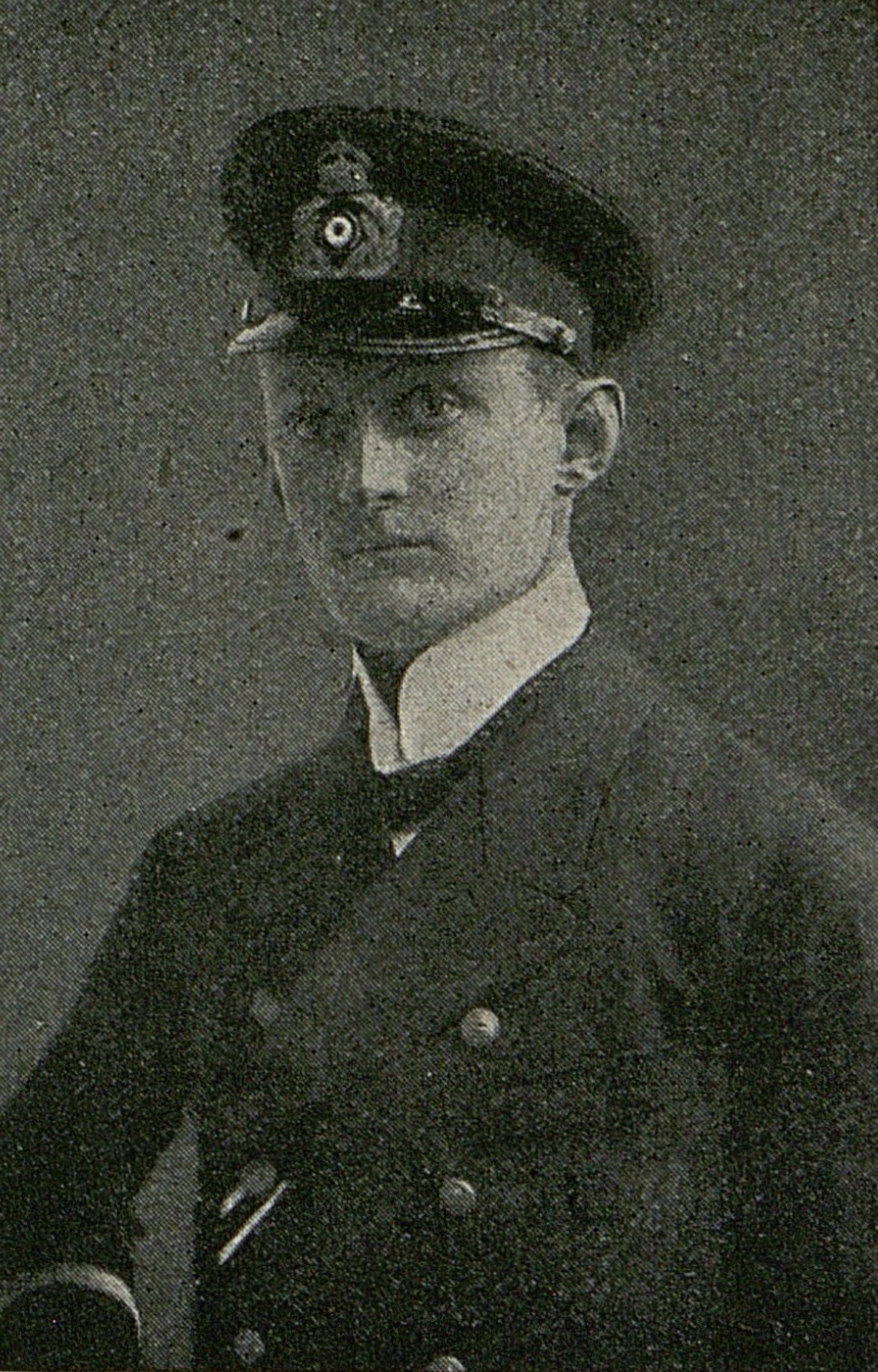
Oberleutnant zur See Karl Neumann, vor 1918.

Karl Neumann (* 22. Dezember 1887 in Kattowitz; † 4. Februar 1979) war ein deutscher Kapitänleutnant der Kaiserlichen Marine, der wegen der Versenkung des Lazarettschiffs Dover Castle in den Leipziger Prozessen angeklagt wurde.

## Leben

### Militärkarriere
Karl Neumann trat am 3. April 1907 als Seekadett in die Kaiserliche Marine ein und wurde auf dem Schulschiff Moltke ausgebildet. Am 21. April 1908 erhielt er seine Ernennung zum Fähnrich zur See. Er wurde am 28. September 1910 zum Leutnant zur See und am 27. September 1913 zum Oberleutnant zur See befördert. Später war er bis Mai 1915 Adjutant und Wachoffizier auf der Graudenz und kam dann bis Dezember 1915 zur Ausbildung an die U-Boots-Schule. Bei Ausbruch des Ersten Weltkriegs wurde Neumann am 15. Dezember 1915 Kommandant des Unterseeboots UB 13. Ab dem 8. März 1916 wurde er bis zum 4. April 1916 Kommandant der UB 2. Am 27. April 1916 wurde Neumann Kommandant von UB 6, was er bis zum 21. Juli 1916  blieb. Vom 17. August 1916 bis zum 2. Dezember desselben Jahres war er Kommandant von UB 40. Ab dem 10. Dezember 1916 wurde er Kommandant von UC 67. Am 26. Mai 1917 gab er, als Kommandant des Unterseebootes UC 67, den Befehl die Dover Castle, ein britisches Lazarettschiff zu versenken. Beim Untergang starben sieben Besatzungsmitglieder. Am 15. Februar 1918 wurde er zum Kapitänleutnant befördert und ihm das Ritterkreuz des Königlichen Hausordens von Hohenzollern mit Schwertern verliehen. Zuvor hatte man ihn bereits mit beiden Klassen des Eisernen Kreuzes ausgezeichnet. Bis zum 14. Juni 1918 diente er noch als Kommandant der UC 67, bis er am 11. Juni desselben Jahres bis zum 30. Oktober 1918 das Kommando über die UB 129 übernahm. Am 24. November 1919 wurde er aus der Marine entlassen. Neumann versenkte von Februar 1916 bis zum September 1918 mit sechs U-Booten insgesamt 73 Schiffe mit 110.408 BRT.
Nach dem Krieg arbeitete Neumann u. a. als Kaufmann in Breslau.
Während der Leipziger Prozesse wurde Neumann unter dem Vorwurf vor dem Reichsgericht angeklagt, dass er das Lazarettschiff Dover Castle torpediert hatte. Auf deutscher Seite gab es keine Kenntnis, dass ein Lazarettschiff auf dieser Route unterwegs war. Für diesen Fall hatte die deutsche Admiralität die feindlichen Hospitalschiffe im Mittelmeer unter Verdacht des Missbrauchs durch die Alliierten zu Kriegsschiffen erklärt und Neumann somit nur diesen Befehl befolgt. Diese Sichtweise, verbunden mit dem Antrag auf Freispruch, nutzte der Ankläger, Oberreichsanwalt Ludwig Ebermayer, am 12. Mai 1921 in seiner Anklageschrift. Ohne Voruntersuchung und nach nur zweistündiger Verhandlung wurde der Fall abgeschlossen. Das Gericht folgte der Anklage und Neumann wurde am 21. Juni 1921 freigesprochen.
1928 überführte er als Kommandant eines der zwei Boote, welche auf dem UB III-Typ basierenden Birinci İnönü-Klasse und welche durch die IvS in der Werft Fijenoord in Rotterdam gebaut worden waren, in die Türkei. Am 22. Mai 1928 liefen beide Boote aus Rotterdam aus und erreichten nach 18 Tagen Istanbul.
1936 wurde er, nun unter dem Namen Neumann-Stapenhorst, als E-Offizier und Korvettenkapitän (E) (Beförderung am 1. April 1933) für die Kriegsmarine reaktiviert und kam zur Wehrwirtschaftsinspektion IX nach Kassel, wo er auch Abteilungsleiter wurde. Im Mai 1939 wurde er Kommandeur des Rüstungskommandos Troppau und war von Juni 1941 bis Februar 1942 Kommandeur des Wehrwirtschaftskommandos Hirschberg. Anschließend wurde er Wehrwirtschaftsoffizier des Wehrkreiskommandos XX und der Rüstungsinspektion XX (Danzig), was er bis Februar 1945 blieb. Am 1. März 1942 wurde er zum Kapitän zur See befördert. Bis Kriegsende war er zur Verfügung der Kriegsmarinedienststelle Hamburg.

### Familie
Er war verheiratet und führte nach der Heirat bis zum Tod seiner ersten Ehefrau 1940 den Doppelnamen Neumann-Stapenhorst. Am 8. April 1943 heiratete er Elisabeth Lührs.